# Корян, Руслан Грачевич
Русла́н Гра́чевич Коря́н (арм. Ռուսլան Հրաչի Կորյան; род. 15 июня 1988, Сочи, Краснодарский край, СССР) — армянский и российский футболист, имеющий также украинское гражданство, нападающий. Мастер спорта России. Родственник футболиста Аршака Коряна.

## Карьера

### Клубная
В десять лет один год провёл в школе московского «Спартака», потом играл в Сочи за детскую команду. Позже был на просмотре в донецком «Шахтёре», но из-за низкого роста перешёл в интернат «Олимпика». В 2005 году подписал контракт с «Олимпиком». С 2006 года играл за третью команду киевского «Динамо», после чего перешёл в «Сочи-04». В 2009 году играл в Словакии за клуб «Сенец». В 2010 году вернулся в Россию, защищал цвета «Мордовии» и ростовского СКА. 3 июля 2012 года подписал контракт с «Лучом-Энергией». Дебют состоялся 15 июля в матче против «Читы» (1:0). Стал вместе с командой победителем зоны «Восток» Второго дивизиона и обладателем Кубка ФНЛ. В феврале 2015 года пополнил ряды ташкентского «Локомотива», за который дебютировал 25 февраля в матче Лиги чемпионов Азии против «Аль-Хиляля» из Саудовской Аравии (1:3). 8 марта завоевал Суперкубок страны: в матче против «Пахтакора» (4:0) сумел отличиться забитым мячом. В июле вернулся во Владивосток.
В январе 2016 года пополнил ряды клуба «СКА-Энергия», играл там до 1 июля 2018 года, забив 12 голов в 44 сыгранных встречах.
1 июля 2018 года перешёл в ереванский «Пюник», сыграв 12 матчей, и забив 2 гола.
15 марта 2019 года перешёл в «Истиклол» и провёл там всего 3 матча, забив 2 гола в ворота «Худжанда» в рамках розыгрыша Кубка АФК.
В июле 2019 перешёл в воронежский «Факел», сыграл 15 матчей, из которых в 2 сумел поразить ворота соперника.
С 9 сентября 2020 года играет за «Кызыл-Жар».

### В сборной
29 марта 2015 года дебютировал за сборную Армении в матче против сборной Албании (1:2), заменив на 84-й минуте Артура Едигаряна.
| Матчи и голы Коряна за сборную Армении | Матчи и голы Коряна за сборную Армении | Матчи и голы Коряна за сборную Армении | Матчи и голы Коряна за сборную Армении | Матчи и голы Коряна за сборную Армении | Матчи и голы Коряна за сборную Армении | Матчи и голы Коряна за сборную Армении |
| -------------------------------------- | -------------------------------------- | -------------------------------------- | -------------------------------------- | -------------------------------------- | -------------------------------------- | -------------------------------------- |
| №                                      | Дата                                   | Оппонент                               | Счёт                                   | Голы Коряна                            | Соревнование                           |                                        |
| 1                                      | 29 марта 2015                          | Албания                                | 1:2                                    | —                                      | Отборочные матчи ЧЕ-2016               |                                        |
| 2                                      | 13 июня 2015                           | Португалия                             | 2:3                                    | —                                      | Отборочные матчи ЧЕ-2016               |                                        |
| 3                                      | 4 сентября 2015                        | Сербия                                 | 0:2                                    | —                                      | Отборочные матчи ЧЕ-2016               |                                        |
| 4                                      | 7 сентября 2015                        | Дания                                  | 0:0                                    | —                                      | Отборочные матчи ЧЕ-2016               |                                        |
| 5                                      | 31 августа 2016                        | Чехия                                  | 0:3                                    | —                                      | Товарищеский матч                      |                                        |
| 6                                      | 11 ноября 2016                         | Черногория                             | 3:2                                    | —                                      | Отборочные матчи ЧМ-2018               |                                        |
| 7                                      | 4 июня 2017                            | Сент-Китс и Невис                      | 5:0                                    | 1                                      | Товарищеский матч                      |                                        |
| 8                                      | 10 июня 2017                           | Черногория                             | 1:4                                    | 1                                      | Отборочные матчи ЧМ-2018               |                                        |
| 9                                      | 1 сентября 2017                        | Румыния                                | 0:1                                    | —                                      | Отборочные матчи ЧМ-2018               |                                        |
| 10                                     | 4 сентября 2017                        | Дания                                  | 1:4                                    | 1                                      | Отборочные матчи ЧМ-2018               |                                        |
| 11                                     | 5 октября 2017                         | Польша                                 | 1:6                                    | —                                      | Отборочные матчи ЧМ-2018               |                                        |
| 12                                     | 8 октября 2017                         | Казахстан                              | 1:1                                    | —                                      | Отборочные матчи ЧМ-2018               |                                        |
| 13                                     | 9 ноября 2017                          | Беларусь                               | 4:1                                    | —                                      | Товарищеский матч                      |                                        |
| 14                                     | 13 ноября 2017                         | Кипр                                   | 3:2                                    | —                                      | Товарищеский матч                      |                                        |

Итого: 14 матчей / 3 гола; 4 победы, 2 ничьи, 8 поражений.

## Достижения
- Обладатель Суперкубка Узбекистана: 2015
- Победитель зоны «Восток» Второго дивизиона России: 2012/13
- Обладатель Кубка ФНЛ: 2014